# George Jones (Politiker, 1766)

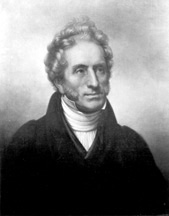
George Jones

George Jones (* 25. Februar 1766 in Savannah, Province of Georgia; † 13. November 1838 in Savannah, Georgia) war ein englisch-amerikanischer Politiker (Demokratisch-Republikanische Partei).
George Jones, dessen Vater Noble Wimberly Jones Delegierter zum Kontinentalkongress war, studierte Medizin und praktizierte dieses Fach einige Jahre. Er nahm am Amerikanischen Unabhängigkeitskrieg teil und geriet zeitweise in englische Haft.
Später war Jones Abgeordneter im Repräsentantenhaus und im Senat von Georgia. 1812 nahm er am Britisch-Amerikanischen Krieg teil. Nach dem Tod von Abraham Baldwin trat Jones am 27. August 1807 seine Nachfolge im Senat der Vereinigten Staaten an, bis William Harris Crawford am 7. November 1807 nachrückte. Von 1812 bis 1814 war er als Nachfolger von William Bellinger Bulloch Bürgermeister von Savannah.